# Ahmed Saad
Pour les articles homonymes, voir Saad.
Ahmed Saad, né le 4 mai 2002,, est un coureur cycliste égyptien. Il participe à des compétitions sur route et sur piste.

## Biographie
En 2023, il représente l'Égypte dans diverses épreuves de la Coupe des Nations. Il est également aligné aux championnats du monde sur piste, organisés à Glasgow. 

## Palmarès sur piste

### Championnats d'Afrique
- Le Caire 2020
  -  Champion d'Afrique du scratch juniors
  -  Médaillé d'argent de la poursuite par équipes juniors
  -  Médaillé d'argent de l'américaine juniors
  -  Médaillé de bronze de la poursuite juniors
  -  Médaillé de bronze de la vitesse par équipes juniors
- Le Caire 2021
  -  Médaillé d'argent de la vitesse par équipes
- Abuja 2022
  -  Champion d'Afrique de vitesse par équipes (avec Ahmed Elsenfawi et Youssef Abouelhassan)
  -  Médaillé d'argent de l'élimination
  -  Médaillé d'argent de l'américaine
  -  Médaillé de bronze de la poursuite par équipes
- Le Caire 2023
  -  Médaillé d'argent de la poursuite individuelle
  -  Médaillé de bronze de l'américaine

### Championnats nationaux
- 2022
  -  Champion d'Égypte de poursuite
  - 2e du championnat d'Égypte de vitesse par équipes

## Palmarès sur route

### Par année
- 2022
  -  Médaillé de bronze du contre-la-montre par équipes en relais mixte aux championnats d'Afrique

### Classements mondiaux
| Année           | 2021 | 2022 |
| --------------- | ---- | ---- |
| UCI Africa Tour | 107e | 85e  |